# Parco nazionale del Gargano
Il parco nazionale del Gargano è un parco nazionale istituito dalla legge n. 394 del 6 dicembre 1991. Il territorio (118144 ha) si trova in Puglia e precisamente nell'estrema parte nord-orientale, spesso definita "Sperone d'Italia", interamente in Provincia di Foggia,  con l'Ente Parco che è situato a Monte Sant'Angelo.

## Geografia

### Territorio

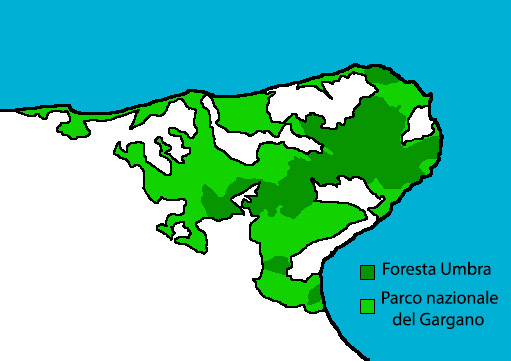
Mappa del parco nazionale del Gargano

Si estende per 118144 ettari (è una delle aree protette italiane più estese).
Fanno parte del parco le quattro isole Tremiti (riserva marina). All'interno del parco si trova la Foresta Umbra.
Il Gargano è costituito in prevalenza da rocce sedimentarie, calcari e dolomie, risalenti al Cretacico e al Giurassico, per lo più  stratificate e interessate dal fenomeno di dissoluzione carsica. Fa eccezione la Punta Pietre Nere, massa di scure rocce vulcaniche risalenti al Triassico, affioranti sulla spiaggia di Lesina. Il fenomeno carsico, prodotto dall'azione dell'acqua e dell'anidride carbonica sulle rocce calcaree ha "scolpito" in vari modi il paesaggio.
Lungo tutto il margine del blocco calcareo sono presenti grandi solchi erosivi che, con andamento radiale, si dirigono verso il mare o la Capitanata. Si tratta di forre rocciose (ricollegabili al fenomeno delle "valli secche" o "valloni"), provocate dall'erosione meccanica e carsica.

### Carsismo

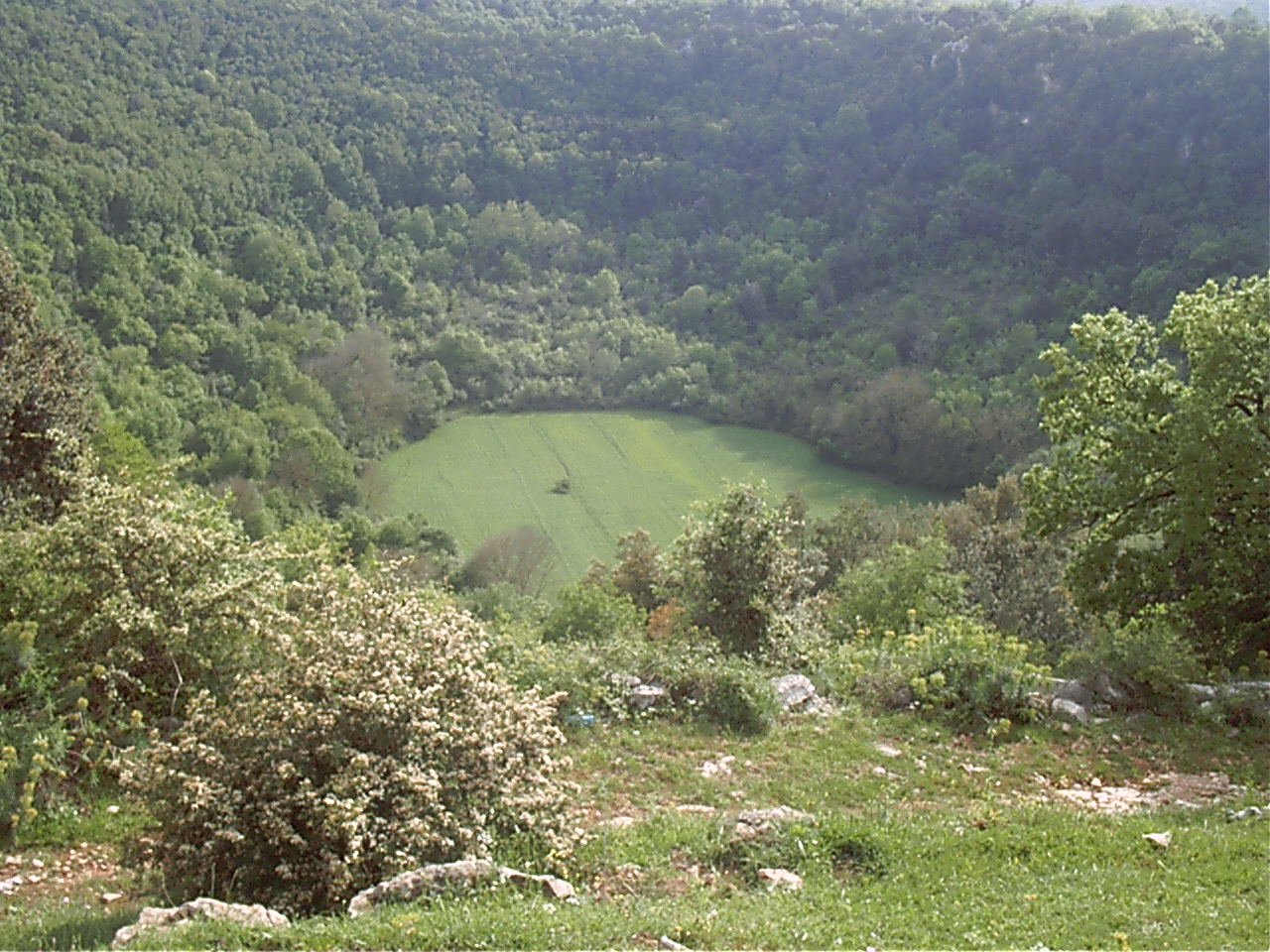
La Dolina Pozzatina

Tra le innumerevoli manifestazioni del carsismo ci sono le oltre 4000 doline che costellano il territorio garganico, conche chiuse prodotte dal crollo della volta di grotte sotterranee e dall'azione d'erosione delle acque che comunicano con la falda idrica sottostante.
La dolina Pozzatina, profonda più di 100 metri e con un diametro di circa 500, è la più grande d'Europa (la dolina fa parte del Comune di San Nicandro Garganico).
Al processo di carsificazione superficiale sono riconducibili gli innumerevoli campi solcati, rocce affioranti segnate dal ruscellamento delle acque piovane. Al processo di carsificazione profonda è invece riconducibile l'esistenza di più di 600 grotte molte delle quali d'interesse archeologico (abitate dal Paleolitico all'Età del Bronzo). A queste si aggiungono le 128 grotte marine, originate dapprima come fenomeni sotterranei e successivamente messe a nudo per effetto della demolizione del calcare per opera del moto ondoso. Fino al Settecento era presente anche un lago carsico, ma poi gli ostacoli al deflusso furono fatti saltare con esplosivo e l'alveo si è completamente prosciugato.
Per quanto riguarda la permeabilità si distinguono:
- Rocce permeabili per carsismo dovuto principalmente al fenomeno carsico iniziato dalle fessure dei calcari organogeni bianchi irregolarmente stratificati e a fratture subverticali.
- Rocce a permeabilità mista per fessurazione e carsismo che si manifesta nelle dolomie e calcari dolomitici grigi con selci.[2]

I terreni del Gargano, originatisi dalla degradazione di rocce calcaree, sono:
- suoli bruni, ad alto contenuto umido, su substrato dolomitico e calcari paleogenici (soprattutto nella parte medio-alta della foresta). Corrispondono alle cosiddette terre brune mediterranee della foresta mesofila con profilo A-B-C dove l'orizzonte A possiede humus di tipo molliforme ed il B mostra un sensibile arricchimento di argilla;
- suoli rossi mediterranei decalcificati, con un sottile orizzonte A ed un potente orizzonte B a struttura poliedrica, che si riscontrano nella parte più bassa.[2]

### Idrografia

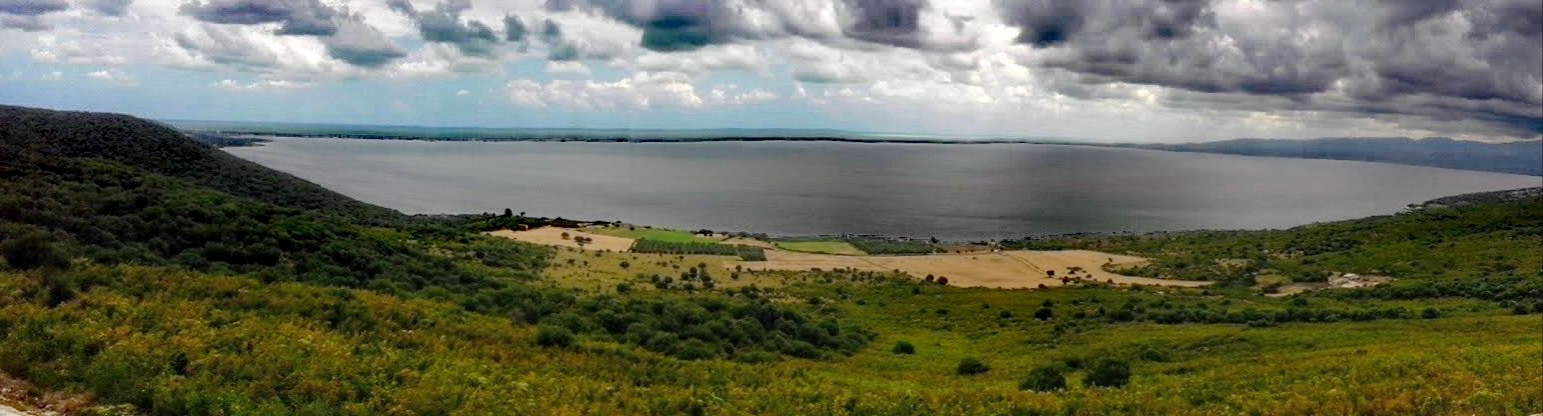
Lago di Varano

Sul promontorio garganico è del tutto assente l'ambiente fluviale e non esiste un vero e proprio reticolo idrografico superficiale. Fa eccezione una piccola area a Nord, dove si concentrano i pochi corsi d'acqua di limitata lunghezza e portata, per lo più immissari delle lagune di Lesina e Varano, due specchi d'acqua salmastra con una superficie totale di circa 11000 ha.
L'idrografia sotterranea, invece, è molto ricca: la grande diffusione di fenomeni carsici provoca l'infiltrazione immediata dei 3/4 delle precipitazioni. La distribuzione di rocce a diverso grado e tipo di permeabilità, determina la presenza di due ben distinti sistemi acquiferi dei quali l'uno (falda principale) occupa l'intero promontorio e l'altro (falda secondaria) è circoscritto alla zona di Vico e Ischitella.
Fanno parte del Parco due lagune situate nella parte nord-occidentale e un piccolo lago nel settore sud:
- il lago di Lesina, lungo 24,4 km e largo 2,4 km, ha un perimetro di quasi 50 km ed è a tutti gli effetti una laguna. È diviso in due bacini: uno minore su cui si affaccia l'omonimo Comune di Lesina e uno più lungo detto Sacca Orientale. Le sponde lagunari sono leggermente inclinate, il fondo è tendenzialmente melmoso e regolare, conferendo una profondità media di 70 cm (è in assoluto la laguna meno profonda)[4];
- il lago di Varano è il più grande dell'Italia meridionale (60,5 km²). Di forma tendenzialmente trapezoidale, è separato dal mare da una lingua di terra lunga 10 km l'Isola). È alimentato da numerose sorgenti subacquee di acqua dolce che scaturiscono dalle vicine montagne di Cagnano Varano. Celebre per la pesca delle anguille, anticamente il lago doveva essere un'insenatura la cui imboccatura venne chiusa da una forte bufera di mare che sommerse la città di Varano.[4]
- il lago Salso (5,5 km²), situato presso Manfredonia e alimentato dal fiume Cervaro, si caratterizza invece per le sue acque dolci. L'area lacustre, per la sua grande rilevanza nel campo della biodiversità è parte dell'Oasi Lago Salso, gestita in collaborazione con WWF Italia.[5]

### Comuni
Il Parco interessa 18 comuni distribuiti nella provincia di Foggia:
- insulari: Isole Tremiti
- costieri: Mattinata, Peschici, Rodi Garganico, Manfredonia, Vieste
- interni con importanti frazioni costiere (indicate tra parentesi): Ischitella (Foce Varano), Vico del Gargano (San Menaio), Lesina (Marina di Lesina), San Nicandro Garganico (Torre Mileto), Cagnano Varano (Capojale)
- interni e pedemontani: Apricena (pedemontano), Carpino (interno), Monte Sant'Angelo (interno), Rignano Garganico (interno ma con una parte del territorio ricadente nell’area pedemontana), San Giovanni Rotondo (interno ma con una parte del territorio ricadente nell’area pedemontana), San Marco in Lamis (interno ma con una parte del territorio ricadente nell’area pedemontana), Serracapriola (pedemontano)

### Galleria d'immagini

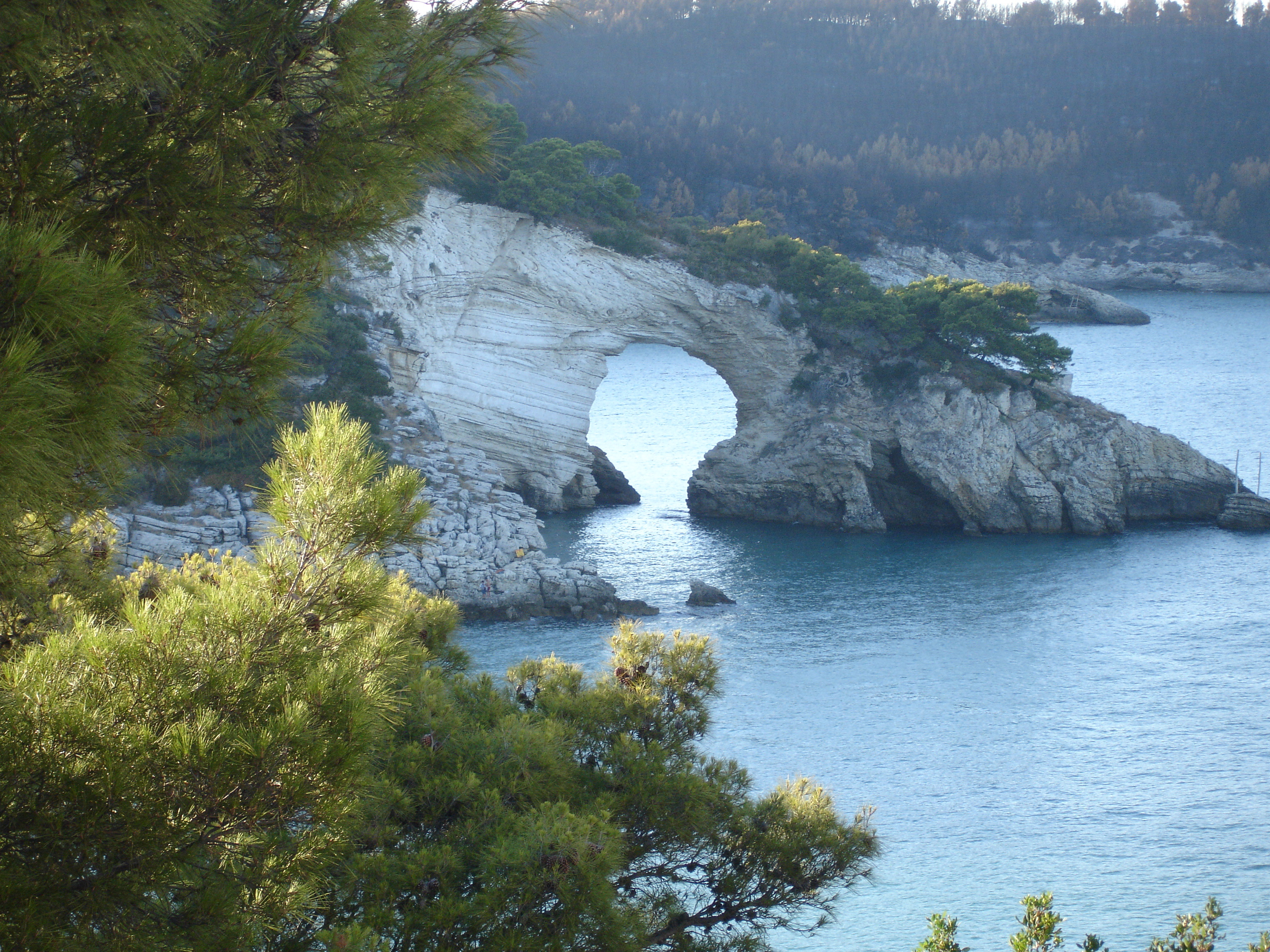
Vieste
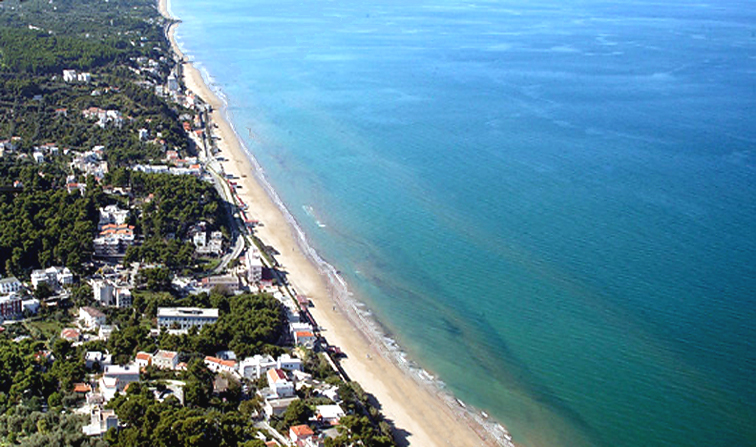
San Menaio
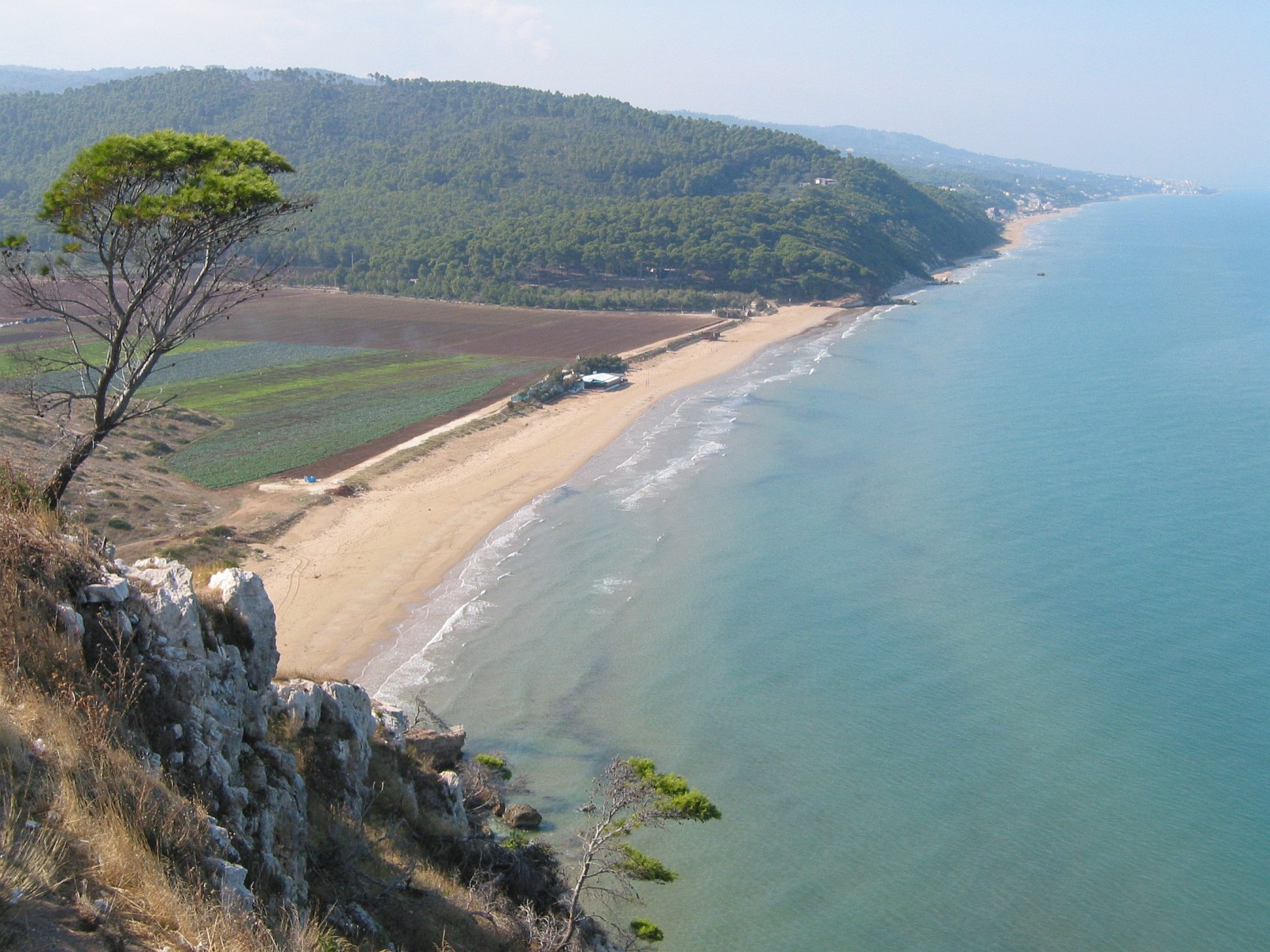
Piana di Calenella, Vico del Gargano
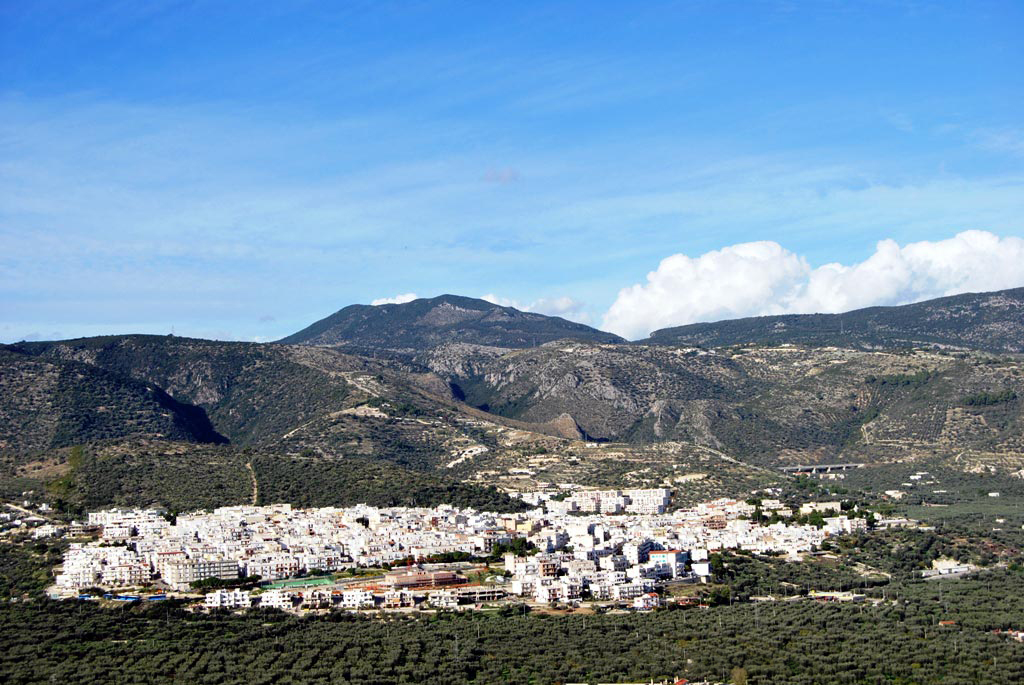
Mattinata
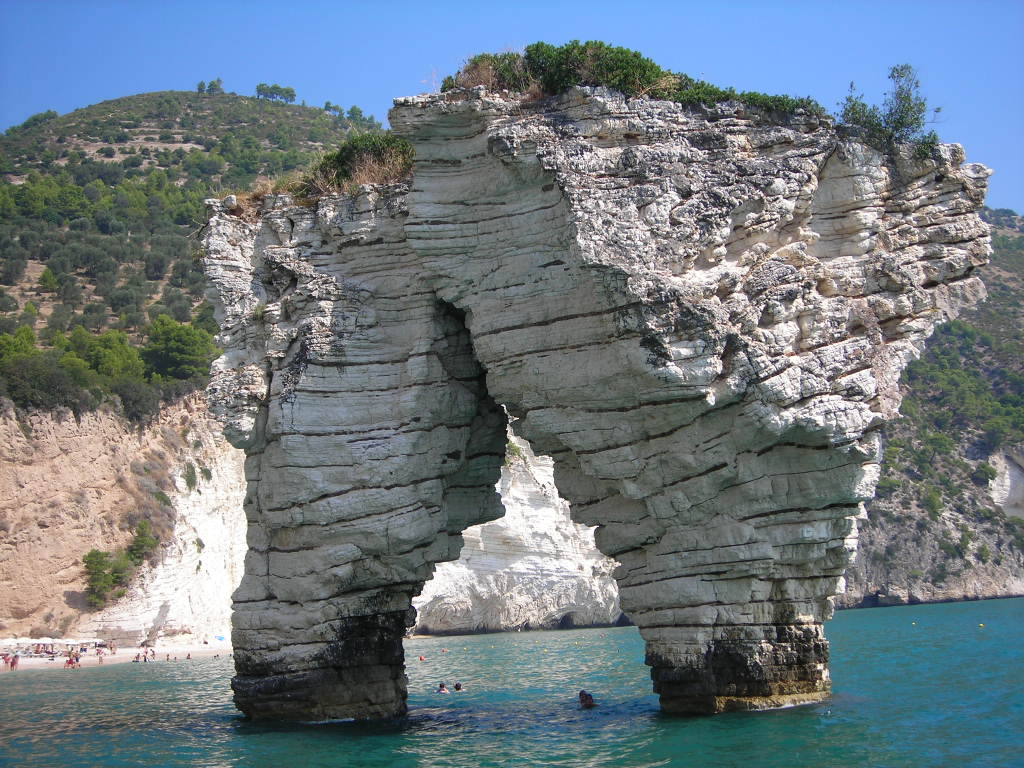
Baia delle Zagare, Mattinata

## Flora
Nel parco nazionale del Gargano si ritrovano svariati habitat: faggete all'interno e sul versante nord, pinete di Pino d'Aleppo lungo le coste, grandi estensioni di macchia mediterranea, senza contare i querceti dove abbondano cerri e lecci, i boschi misti ricchi di ornelli, frassini, olmi, agrifogli, castagni, aceri, querce, faggi, ecc.
Il sottobosco è popolato da numerose essenze: felci, rovi, rose canine, ciclamini, funghi eduli e velenosi, ecc.
Sui pendii esposti al sole crescono i perastri, i melastri, i biancospini attorniati da cespugli di lentisco, ginepro, timo, rovi, fichi d'India ed il particolare "albero del diavolo" (carrubo).
Nella zona pedemontana la vegetazione cambia radicalmente e predomina la steppa, ricca di fichi d'India, asfodeli, ferule, euforbie, iris; in cui cresce un fungo molto particolare il Pleurotus eryngii. Il tutto è interrotto qua e là da oliveti, mandorleti, vigneti e campi di grano.
Altri ambienti particolari del Gargano sono:
- le paludi di Federico II, zone paludose di Frattarolo e dell'Oasi Lago Salso,  divise in due zone: una dove regnano sovrane la cannuccia palustre, la tifa, l'eucaliptus, il giglio d'acqua e l'altra dove predomina la flora xerofila ovvero salicornie, giunchi, tamerici, ecc;
- le Lagune costiere, caratterizzate da un bosco intralitorale che cresce sulla sottile lingua di sabbia che li divide dal mare (detta "isola") e in cui vegetano il Cisto di clusio e i numerosi canneti che circondano le sponde.

Nelle aree più interne del promontorio (foreste di Ischitella, Manatecco, Ginestra, Sfilzi, Umbra, Bosco Quarto, Umereta delle Ripe) sono distribuiti grandi boschi di faggi, lecci, cerri e, a volte associati a farnetti, olmi, frassini.
Altri boschi d'interesse naturalistico sono anche quelli di Monte Sant'Angelo, di Monte Sacro (Mattinata), di Spina Pulci (tra San Nicandro Garganico e Cagnano Varano.
Sulla costa dominano invece le pinete di pino d'Aleppo, circa 7.000 ettari che si alternano alla macchia mediterranea, ricca di formazioni a lentisco, fillirea, erica multiflora e corbezzolo.
Il Gargano può essere considerato un'isola biologica. La parte più alta del promontorio, infatti, è stata isolata per un lunghissimo periodo preistorico, causa, questa, di fenomeni come:
- endemismi,  tra cui: la rarissima vedovina di Dalla porta (Scabiosa dallaportae), la campanula del Gargano (Campanula garganica), la santoreggia (Satureja fruticosa italica), il citiso (Cytisus decumbens), l'enula (Inula candida), il cisto di Clusio (Cistus clusii),rara specie osservabile sulle dune di Lesina, il fiordaliso delle Tremiti (Centaurea diomedea) e l'erba ghiacciola (Mesembryanthemum nodiflorum).
- il macrosomatismo, crescita abnorme delle specie vegetali, come il carrubo di 13 metri di circonferenza, nel parco di Pugnochiuso a Vieste, e il leccio, alto 17 metri, con 5 metri di diametro, presso il convento dei Cappuccini a Vico del Gargano.[6]

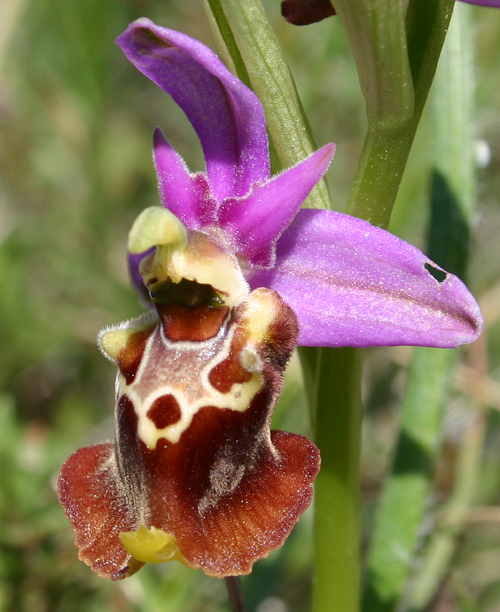
Ophrys holosericea subsp. apulica

### Orchidee
Il promontorio del Gargano, geograficamente separato dagli Appennini e proteso verso l'Europa orientale, rappresenta un hot spot di biodiversità per la presenza di orchidee selvatiche, di cui sono state censite oltre 80 specie differenti appartenenti a 17 generi, alcune delle quali endemiche o subendemiche del Gargano come Ophrys promontorii, Ophrys sipontensis, Ophrys argolica subsp. biscutella, Ophrys bertolonii subsp. bertoloniiformis, Ophrys holosericea subsp. apulica, Ophrys holosericea subsp. parvimaculata, Ophrys exaltata subsp. archipelagi, Ophrys scolopax subsp. cornuta, Ophrys iricolor subsp. lojaconoi,  Orchis quadripunctata e Serapias orientalis subsp. apulica.

## Fauna
Il parco nazionale del Gargano racchiude in poca estensione una vasta biodiversità spaziando tra i diversi habitat che compongono la natura del Mediterraneo. Queste caratteristiche delineano una considerevole diversità di fauna.

### Uccelli
Nidificano nel Gargano circa 170 specie di uccelli (su 237 nidificanti in Italia).
Nelle foreste più interne vivono 5 specie di picchi: verde, rosso maggiore, minore, mezzano e dorso bianco.
Altri uccelli che nidificano sulla "Montagna del Sole" sono: la poiana, l'albanella minore, il gheppio, il falco pellegrino, lo sparviero, il lanario, il falco di palude e il biancone.
Sono presenti, durante il periodo migratorio, anche falchi pescatori e aquile anatraie minori. Tra i rapaci notturni invece: il gufo reale, il gufo comune, il barbagianni, l'allocco e l'assiolo.
Nell'habitat garganico ritroviamo anche varie specie di fringillidi, le cince, il tordo, il merlo, la cesena e colombacci, oltre a colonie di corvidi: cornacchie grigie, ghiandaie, taccole e alcune coppie di corvi imperiali.
Nelle zone umide nidificano circa 46 specie legate all'ambiente acquatico, tra cui la garzetta, l'airone rosso e cinerino, il basettino, il tarabuso, sgarza ciuffetto e la nitticora, il germano reale, l'alzavola, la marzaiola, la moretta tabaccata, il mestolone, il corriere piccolo, il fratino, il cavaliere d'Italia, la gallinella d'acqua, la folaga, lo svasso maggiore ecc.
La consistenza di queste specie aumenta considerevolmente raggiungendo consistenze numeriche di 15000-30000 unità con specie come le oche selvatiche, granaiole, lombardelle, cigni, fenicotteri, mignattai, avocette, volpoche, canapiglie e morette, cormorani, varie specie di gabbiani e di mignattini, gruccioni e ghiandaie marine, ecc.
Nei canneti, si trovano invece cannereccioni, cannaiole pendolini e durante l'autunno una numerosa colonia di storni.
Negli acquitrini della zona di Frattarolo in autunno e primavera è possibile osservare, pittime reale, pettegole pantane, piovanelli e piro piro di diverse specie, pernici di mare, pavoncelle, pivieri, chiurli, beccaccini, frullini, senza contare l'appena reintrodotto (sotto l'egida della L.I.P.U. e il finanziamento dell'Ente Parco) del gobbo rugginoso.
Nei pascoli steppici della fascia pedegarganica, tra innumerevoli difficoltà, sopravvivono all'estinzione la gallina prataiola e l'occhione, allodole, calandre, cappellacce e succiacapre.
Negli oliveti, oltre a numerosi passeriformi, in primavera, nidificano numerose tortore e rigogoli, mentre nei pascoli e nelle steppe pedegarganiche è possibile ascoltare il canto dello strillozzo.
Lungo le coste e nelle parti antiche dei paesi del Gargano i cieli sono solcati dai voli di rondoni, rare rondini rossicce, balestrucci, topini, rondone pallido e rondini alpini.
Alcune specie sono oggetto di specifici progetti di conservazione finanziati dall'Unione Europea come il progetto LIFE "Rapaci del Gargano" che ha tra gli obiettivi la tutela delle ultime coppie del lanario (Falco biarmicus), il più raro falcone presente sul Gargano, nonché di promuovere la costituzione di colonie di grillaio (Falco naumanni), capovaccaio (Neophron percnopterus) e gufo reale (Bubo bubo).

### Mammiferi
Tra i mammiferi noto è il capriolo italico (Capreolus capreolus italicus), sottospecie subendemica del Gargano. Vive in questo territorio anche il cervo ed i più comuni cinghiali, daini, donnole, faine, gatti selvatici (nel folto della boscaglia della Foresta Umbra), lepri, ricci, talpe, tassi, volpi, ghiri, moscardini, istrici, scoiattoli e diverse specie di topi ed arvicole.
Da non molto tempo è tornato sul promontorio, dopo una lunga assenza, il lupo. Già da alcuni anni risultavano sporadici avvistamenti ed attacchi al bestiame, ma le prove definitive sono state fornite nel 2011 da una ricerca effettuata dal dipartimento di Biologia dell'Università degli Studi di Bari che mediante alcune fototrappole piazzate nelle faggete della foresta Umbra ha confermato la presenza di almeno un nucleo familiare.
Risulta invece estinta la foca monaca, sicuramente presente in alcune grotte delle isole Tremiti fino ad alcuni decenni fa.
Nelle grotte vivono colonie di pipistrelli delle specie nottola (Nyctalus noctula), ferro di cavallo (Rhinolophus ferrumequinum) ecc.

### Rettili
Tra i rettili, molto presenti, importanti sono la tartaruga terrestre e palustre, l'orbettino italiano, il colubro di Esculapio e il colubro liscio, la luscegnola, il geco verrucoso, la vipera comune, il cervone, la natrice dal collare barrata, il ramarro, la lucertola campestre, ecc.

### Anfibi
Gli anfibi sono presenti con la raganella, la rana verde e dalmatina, il rospo comune e smeraldino e il tritone italico e crestato. Questi animali occupano le zone acquitrinose, i canali, le sponde delle lagune ed i cutini in varie zone boscose del Parco.

## Monumenti e luoghi d'interesse
- Grotta Paglicci, sito fondamentale nello studio del paleolitico in Italia e in Europa per la varietà degli strati archeologici e per le più antiche pitture rupestri rinvenute finora in Italia.
- Dolina Pozzatina (la più grande d'Europa), Dolina centopozzi
- Torri Costiere del Gargano, sono in tutto 25
- Luoghi di culto del Gargano
- Lago Salso e Palude di Frattarolo
- Avicenna, sito archeologico di epoca romana
- Grotta di San Michele a Cagnano
- Santuario di San Michele Arcangelo (UNESCO World Heritage List) a Monte Sant'Angelo
- Abbazia di Santa Maria di Pulsano a Monte Sant'Angelo
- Basilica di Siponto e abbazia di San Leonardo, nel territorio di Manfredonia
- Oasi Agrumaria Rodi Garganico
- Pizzomunno a Vieste, faraglioni a Mattinata, Peschici, Rodi Garganico
- Grotte costiere tra Vieste e Mattinata
- Arcipelago delle Tremiti
- Necropoli di Monte Saraceno, Necropoli La Salata
- Foresta Umbra
- Museo paleontologico e Parco dei dinosauri di Borgo Celano e Museo del carsismo, a San Marco in Lamis dove si possono vedere le impronte di dinosauri di 120 milioni di annifa e la loro ricostruzioni a dimensioni reali
- Abbazia benedettina della Santissima Trinità di Monte Sacro a Mattinata.

## Turismo e itinerari
Per organizzare le presenze turistiche e le ricerche scientifiche l'Ente Parco ha istituito una serie di centri di visita e sentieri attrezzati, parzialmente accessibili anche ai disabili.
- Le masserie del Gargano,  un itinerario che porterà a visitare le caratteristiche masserie della piana sipontina fino ad arrivare alla zona pedemontana e montana dell'agro di Manfredonia, costruite tutta tra il Settecento e l'Ottocento, visitando anche le antiche poste doganali e i sentieri della transumanza. A fine escursione le guide accompagnano i turisti in una di queste masserie per assistere alla mungitura delle pecore e delle mucche e alla preparazione dei formaggi tipici e delle mozzarelle di bufala.[9]
- Gli eremi del silenzio, partendo da Monte Sant'Angelo e spostandosi con le proprie auto fino all'Abbazia di Pulsano, dove comincia l'escursione. Si discende la Valle Campanile per raggiungere gli eremi degli antichi monaci eremiti che fin dal secolo VI d.C. abitarono questa valle rifugiati in grotte naturali. Itinerario interessante per la concentrazione di numerosi rapaci e specie floreali nobili del Parco Nazionale del Gargano.[9]
- L'oro verde del Gargano, Visita degli uliveti della piana di Vieste, un viaggio fra i frantoi del 1200 scavati nella roccia e i moderni opifici assaporando subito il gusto e la delicatezza del prezioso "Oro Verde".[9]
- Il Gargano dei Romani, necropoli LaSalata, visita nella necropoli Paleocristiana databile intorno al III-IV secolo oltre che all'area naturalistica del sito con anfibi e rettili difficili da vedere nel periodo invernale, sono presenti sia barbagianni che ghiandaie, ma anche forme vegetazionali rilevanti. (oasi del WWF)[9]
- Itinerari primaverili, Il risveglio della foresta (escursione primaverile nella Foresta Umbra), La nobiltà del verde (escursione nel parco alla scoperta della flora garganica, soprattutto orchidee)[9]
- Santi e Orchidee, a Pulsano, nei pressi di Monte Sant'Angelo, nel VI secolo d.C. si insediò una comunità di monaci eremiti. Queste valli, ridenti in primavera per le variegate orchidee, ospitano un laboratorio di iconografia. I monaci dell'abbazia di Pulsano, utilizzando tecniche antichissime, orientali continuano a produrre immagini di santi con icone fatte a mano.

Visita ai laboratori e passeggiate per il riconoscimento delle orchidee.
- Sulle tracce del capriolo, il più timido e elegante mammifero del Parco è sfuggito all'estinzione: il Capriolo Garganico. L'escursione percorre sentieri ricchi di doline e gravi.[9]

## Sport ed attività praticabili
- Orientering: il territorio garganico è molto adatto allo sport scandinavo. Il Gargano è arrivato 2º classificato nella graduatoria delle location dei mondiali di Orienterin 2010.
- Ciclismo: Numerosi sentieri propongono interessanti percorsi naturalistici da scoprire con la propria bici.
- Ippica: escursione a cavallo che offre uno spaccato profondo del paesaggio garganico, tra borghi medievali, valloni e laghi carsici, masserie e antiche rovine archeologiche.[9]
- Trekking, escursioni tematiche (delle castagne, dei funghi, con luna piena, sulla neve, con percorsi anche di circa 480 chilometri)[9]
- Birdwatching
- Speleologia: il carsismo occupa tutto il territorio del Gargano e la presenza di numerose grotte ha permesso la crescita di numerose associazioni praticanti

## Accessi
- Da Milano, Roma: Si prosegue sull'autostrada A14 in direzione Bari fino all'uscita di Poggio Imperiale. Proseguendo in direzione Vieste sulla "SS 693 dei laghi di Lesina e Varano" (meglio nota come SSV del Gargano) si entra subito nel territorio del parco.
- Da Napoli: Dopo la A16 si prosegue sulla A14 in direzione Pescara. Per il Gargano meridionale si può uscire al casello di Foggia per poi raggiungere in superstrada Manfredonia proseguendo poi in direzione Mattinata sulla SS688 fino a Vieste sulla SS89. Per il Gargano settentrionale si può uscire al casello di San Severo, posto sulla SS 272 per San Marco in Lamis, San Giovanni rotondo e Monte Sant'Angelo, oppure proseguire per la SS 89 direzione  Apricena - Provinciale San  Nazario e SSV del Gargano fino a Vico del Gargano e poi riprendere la SS 89 in direzione Peschici e Vieste. Altro percorso è proseguire, dopo Apricena per la SS 89 per San Nicandro garganico , dove c'è la biforcazione per il mare, provinciali, Torre Mileto, Capoiale, Foce Varano Lido del sole Rodi Garganico, oppure sempre per la SS 89 proseguire per Cagnano Varano, Carpino e Rodi garganico. Entrambe le SS, la 89 e la 272 nascono a San Severo.

## Strutture ricettive
Il parco ha attivato alcuni centri visita in cui i visitatori possono ricevere informazioni sul parco:
- nel comune di Monte Sant'Angelo si trova il centro visite "Castello normanno-svevo-aragonese" in gestione a Ecogargano
- nel comune di San Marco in Lamis si trovano
  - il "Centro visite su carsismo" gestito dal Gruppo Speleologico Montenero
  - e il "Parco dei dinosauri - Museo paleontologico", anch'esso gestito dal Gruppo Speleologico Montenero
- nel comune di Manfredonia, all'ingresso dell'Oasi naturalistica del Lago Salso, si trova il centro visite "Oasi Lago Salso", oggi in gestione al WWF Italia - Centro Studi Naturalistici e in cui la Lipu in collaborazione con l'Ente parco ha attuato un progetto di reintroduzione del Gobbo rugginoso (Oxyura leucocephala)[11].
- nel comune di Lesina, nei pressi del Lago di Lesina, si trova il Centro visite "Centro Visite Acquario della Laguna di Lesina" gestito dal 2002 dagli Amici della Laguna di Lesina: il centro visite ospita un acquario,  la sezione etnografica “Casa del Pescatore”, una sezione museale dedicata alla didattica naturalistica che presenta una collezione di conchiglie e diorami e illustra le peculiarità della laguna, del bosco-isola e del mare[12][13]
- nel comune di Rodi Garganico si trova il "Centro visite - località Quartiere San Giacomo", gestito dall'amministrazione comunale